# Fusil suisse d'infanterie 1911
Le fusil suisse d’infanterie 1911 (abrégé M-1911 ou IG-1911)  est une arme militaire utilisée par l'armée suisse qui reprend le principe de la culasse à mouvement rectiligne du fusil Schmidt-Rubin Modèle 1889, il tire la munition 7,5 × 55 mm GP11.

## Présentation
Produit dès 1913, le fusil d’infanterie 11 et le mousqueton 11 seront introduits de 1914 à 1915 et remplaceront le fusil 1889/1900.

Les fusils numérotés jusqu'à 350 000 sont du modèle 96/11, dû à la transformation du modèle 89/96.
Ces armes, comme le mousqueton 11 font partie du système de 1911.
Les fusiliers et les carabiniers de l'élite et de la landwehr sont équipés du fusil d’infanterie 11, l'infanterie du landsturm va l'avoir dès 1934.
À la fin de ses obligations militaires, l'arme d'ordonnance peut être conservée par le soldat, elle passe ainsi du statut Armée à Privé et le marquage P est poinçonné sur l'arme, suivi des deux derniers chiffres de l'année de la privatisation.

## Histoire
- 27 avril 1909

Le Conseil fédéral dans son message aux chambres écrit : <<... Suivant la proposition de la Commission, les fusils qui seront fabriqués désormais devront également être construits sur le modèle 08 auquel il sera encore apporté quelques modifications de peu d'importance...>>
- 6 janvier 1913

Le rapport du Département militaire au Conseil fédéral précise ces modifications qui portent essentiellement sur la hausse et le magasin.
- 10 janvier 1913

1. Les deux propositions concernent les fusils neufs et ceux qui sont transformés, ainsi que les munitions, sont acceptés.
2. Les fusils modifiés d'après l'ordonnance seront désignés comme suit : Fusil d'infanterie 96/11, Mousqueton 00/11 (auparavant: fusil court), Mousqueton 05/11 (auparavant: mousqueton)
3. Les fusils longs, construits suivant la nouvelle ordonnance, seront désignés comme: Fusil d'infanterie 11 et les nouveaux mousquetons comme: mousqueton 11.
L'extrait du procès-verbal va au Département militaire avec les annexes pour exécution.
L'appellation "modèle 1911" se rattache à l'arrêté fédéral sur le réarmement des troupes portant le fusil.

## Données techniques
- Calibre : 7,5 x 55 mm (7,5 mm GP11)
- Longueur totale : 1 315 mm
- Longueur du canon: 780 mm
- Nombre de rayures : 4
- Longueur du pas des rayures : 270 mm à droite. (10,63 ")  Une série de 15000 armes, du N°350001 au N°365000, sont rayées au pas de 220 mm (9")
- Profondeur des rayures : 0,12 mm
- Largeur des rayures : 4 mm (le double de la largeur du champ)
- Largeur du champ : 2 mm
- Tolérance : 7,54 à 7,60 mm (calibre de précision de 7,54 à 7,56 mm)
- Pression max. des gaz : 3 200 bar (environ 510 bars à la bouche)
- Vitesse initiale :  805 m/s
- Magasin : 6 cartouches
- Poids de l’arme non chargée, avec bretelle et couvre-canon : 4 550 g
- Longueur de la ligne de visée : 650 mm
- Hausse : à joues, graduée de 300 à 2 000 mètres tous les 100 mètres
- Numérotation : 349 001 à 482 000
- Nombre de pièces selon la nomenclature : 71
- Dispersion totale de l'arme selon le fabricant : 0,83 ‰ soit 25 cm à 300 mètres
- Coût de fabrication : 300 francs suisses

### Points particuliers
Canon, culasse et boîte de culasse

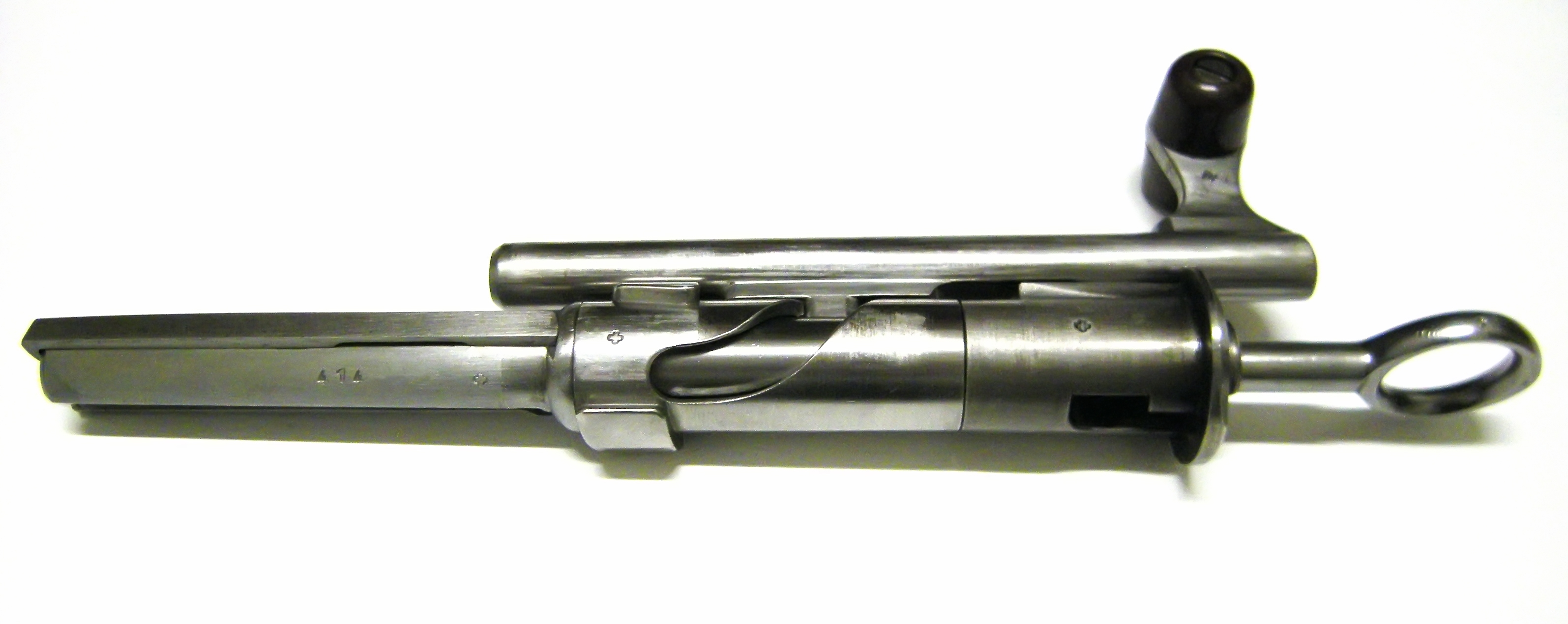
Culasse du fusil 1911

Le canon a un diamètre de 15,5 à 19,5 mm (25 mm à la hauteur de la chambre à cartouche), il est un peu plus étoffé que celui du mousqueton 11 (14 à 18 mm).
La culasse à mouvement rectiligne est identique au mousqueton 11 et au fusil 96/11, les tenons de verrouillage se trouvent au milieu de la culasse (à l'arrière pour le fusil 1889). Cette disposition a été imaginée pour le fusil 89/96 non par Rudolf Schmidt, qui expliquait que la modification de son système n'est pas réalisable, mais par le contrôleur Vogelsang.

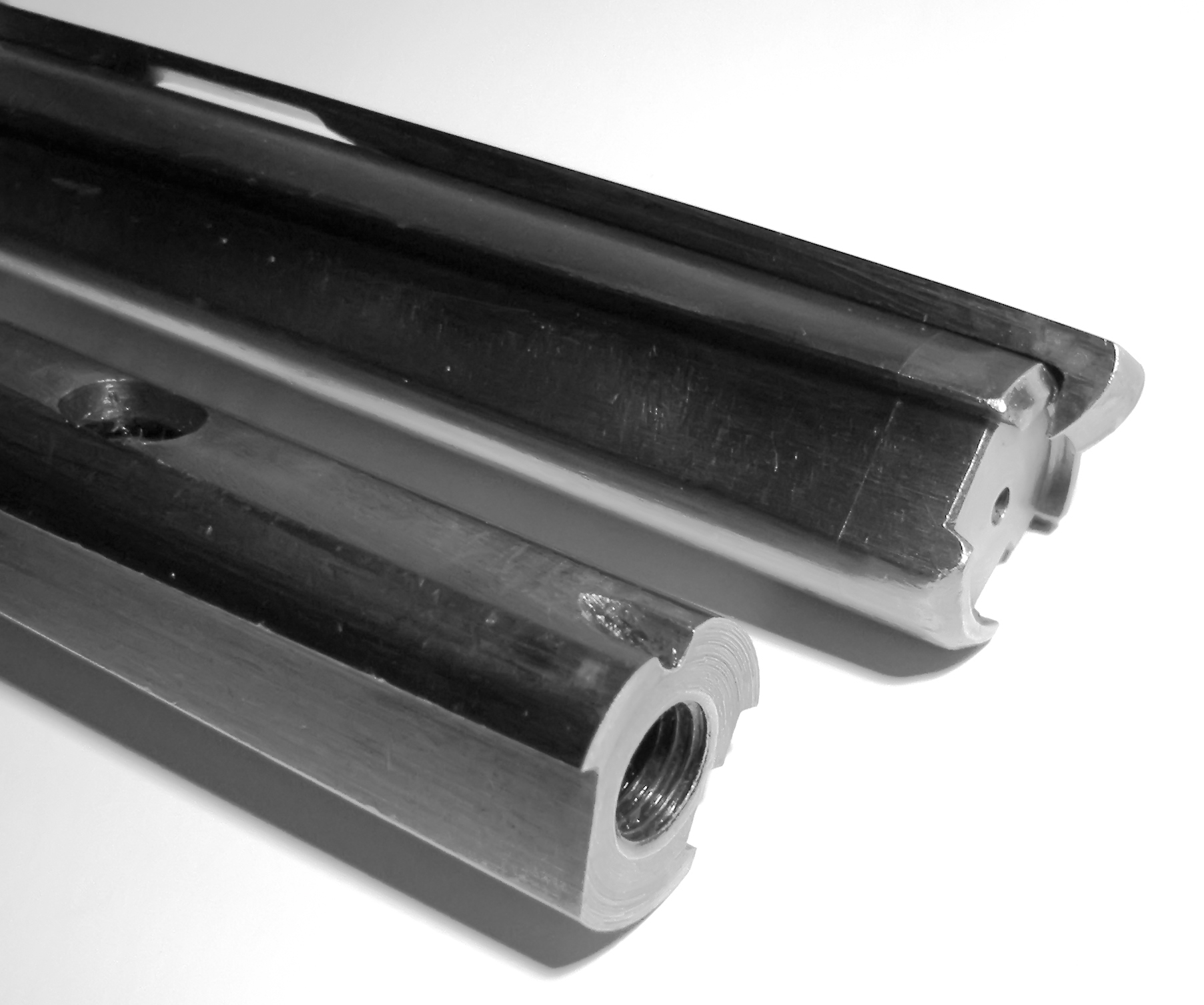
Tête mobile du cylindre

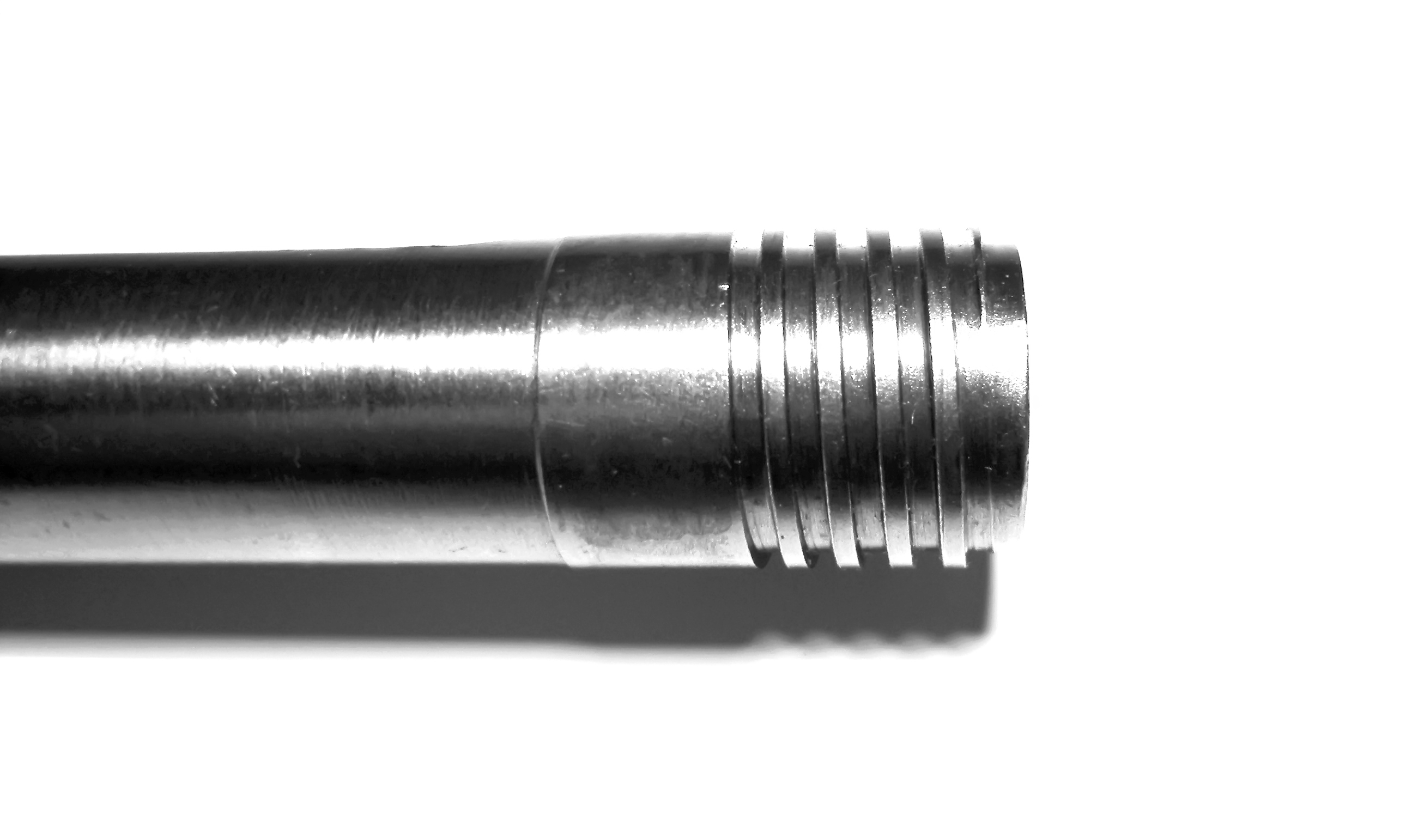
Filetage carré du cylindre

La culasse se compose de neuf pièces en trois groupes.

Le groupe de fermeture : le verrou et la douille.
Le groupe du cylindre: le cylindre, la tête mobile et l'extracteur.
Le groupe de l'appareil de percussion : l'écrou, la tige, la broche et le ressort.

À l'extrémité antérieure du cylindre, une pièce nommée "tête mobile" est vissée à celui-ci, malgré son nom, cette pièce est solidaire du cylindre mais peut être remplacée à l'aide d'un jeu d'outils spécifiques, la tête mobile existe en trois tailles, (poinçon de 1 à 3) ce qui permet le réglage de la feuillure.
En 1931,[réf. nécessaire] la Waffenfabrik produit des cylindres usinés d'un seul tenant.

L'extrémité postérieure du cylindre s'adapte à l'écrou au moyen d'un filetage carré. L'extracteur est en acier trempé.

La boîte de culasse contient les deux contreforts servant au verrouillage de la culasse qui est guidée par deux rainures conductrices obliques.
L'éjecteur est fixe (mobile pour le Mq 31).
Magasin et détente
Le ressort du magasin est à fil (à lame pour le Mq 31.) il est équipé de quatre nervures de prise à sa base. Le verrouillage du magasin est similaire au Mq 11 et le numéro de série de l'arme est apposé sous celui-ci

L'appareil de détente reste identique au fusil 1889/96 et au mousqueton 11, il est composé de deux leviers doubles : la gâchette et la détente qui sont actionnées par le ressort de gâchette, la détente est à double effet (à bossette).
Monture
La monture est en noyer et les rainures de prise sont placées de façon symétrique.

Une douille en aluminium est montée sur l'avant du canon, elle reprend l'effort de serrage de la monture et du garde-main ce qui permet la dilatation du canon. Le canon est donc flottant.

L'écusson est fixé à la boîte de culasse par trois vis (deux pour le Mq.31)
Guidon et hausse

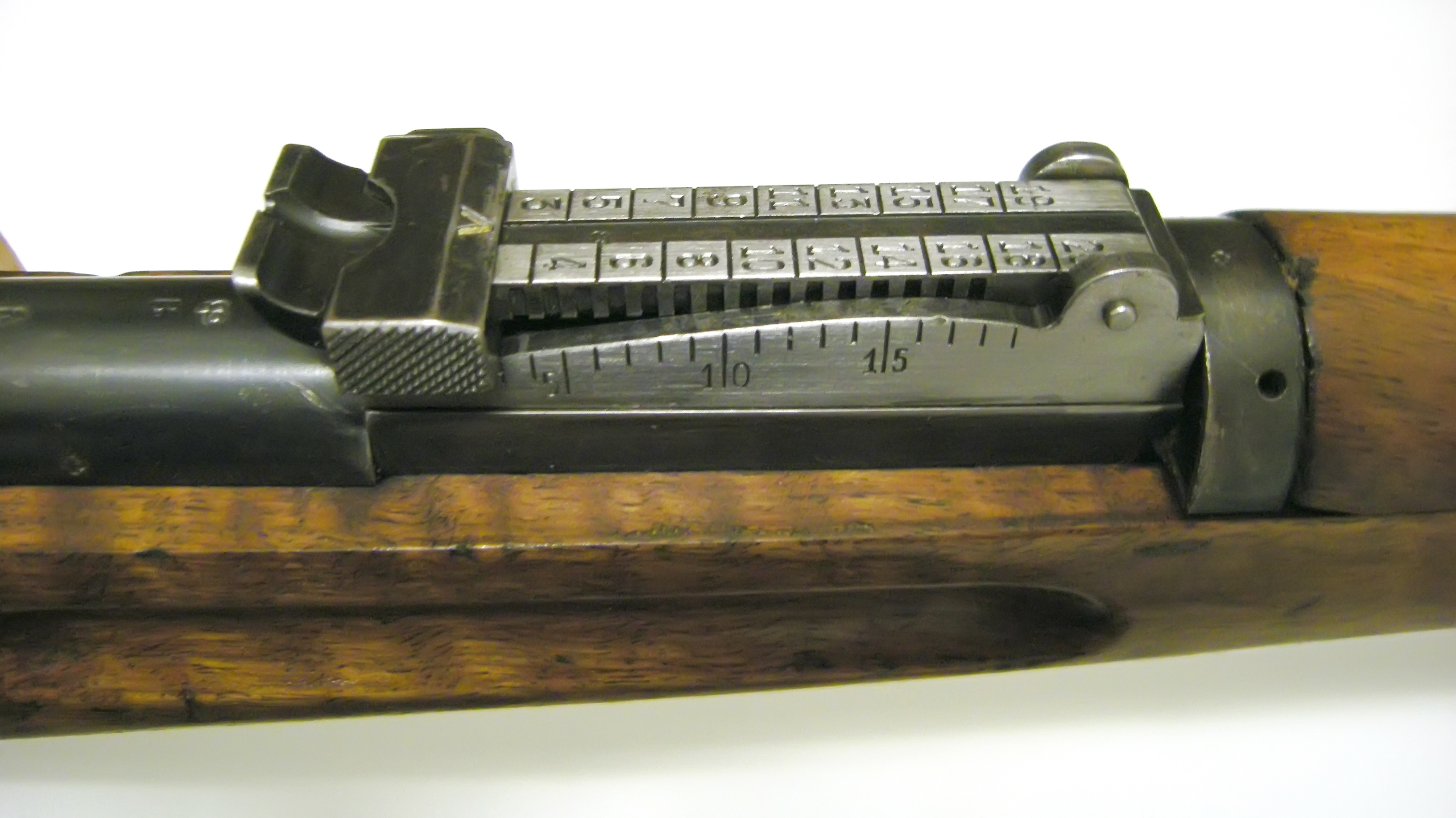
Hausse du fusil 1911

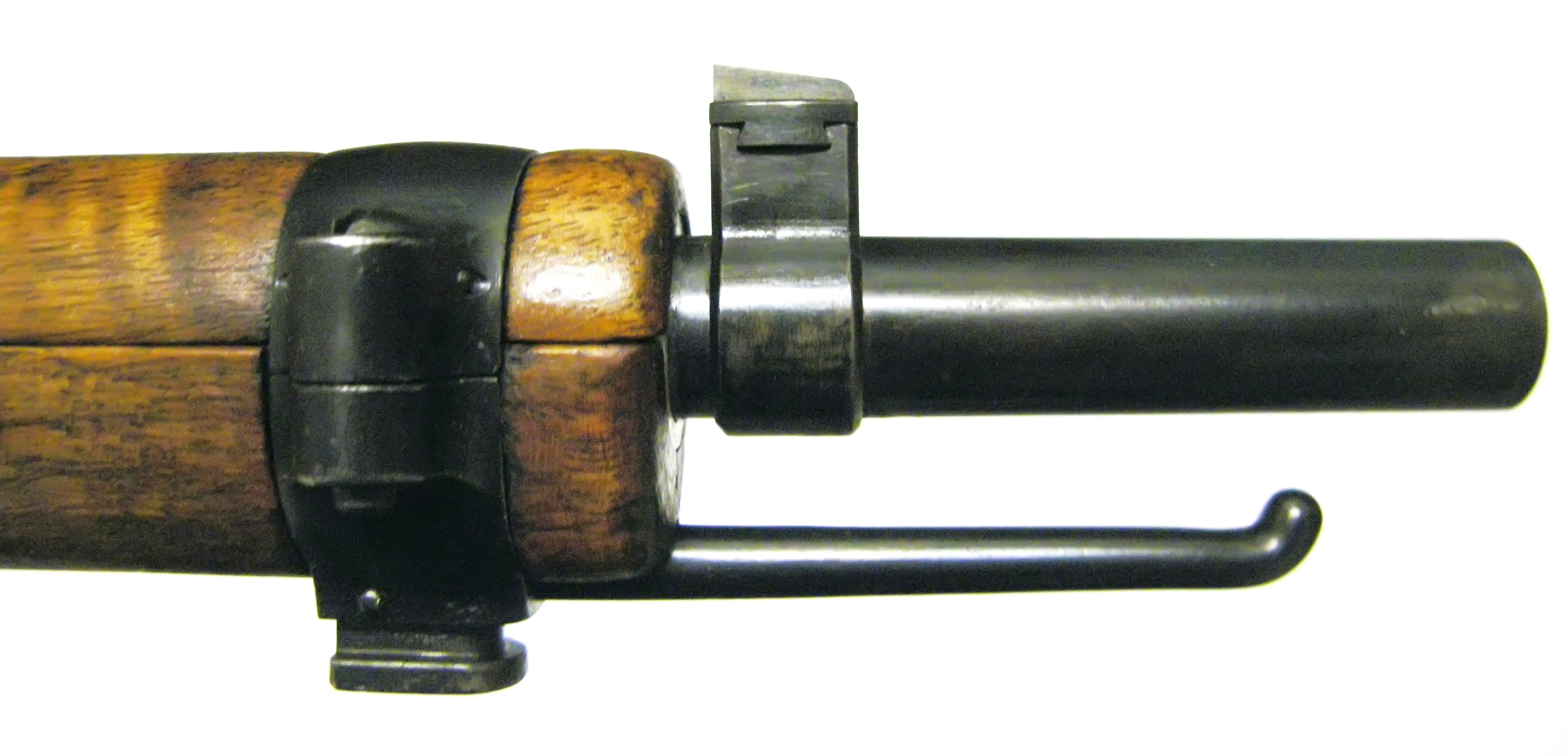
Guidon et embouchoir du fusil 1911

Les organes de visées sont fixés au canon, la hausse à joues est graduée de 300 à 2000 mètres et incrémentée tous les 100 mètres, le cran de mire est demi-rond.

La hausse se compose de deux éléments principaux, la douille de hausse et le pied de hausse lequel est aussi gradué sur ses deux faces. Il existe des hausses ouvertes micrométriques.
Le guidon est à pointe carrée, il est monté sur le porte-guidon par une queue d’aronde.
Contrairement au mousqueton 11, il n’est pas protégé latéralement et son déplacement est perpendiculaire à l’axe de tir.

La dérive se règle en déplaçant le guidon au moyen d'un outil dédié. Il existe toutefois des hausses ouvertes micrométriques.
Accessoires
Sachet d'accessoires.

Baïonnette 1899.

Couvre-canon.

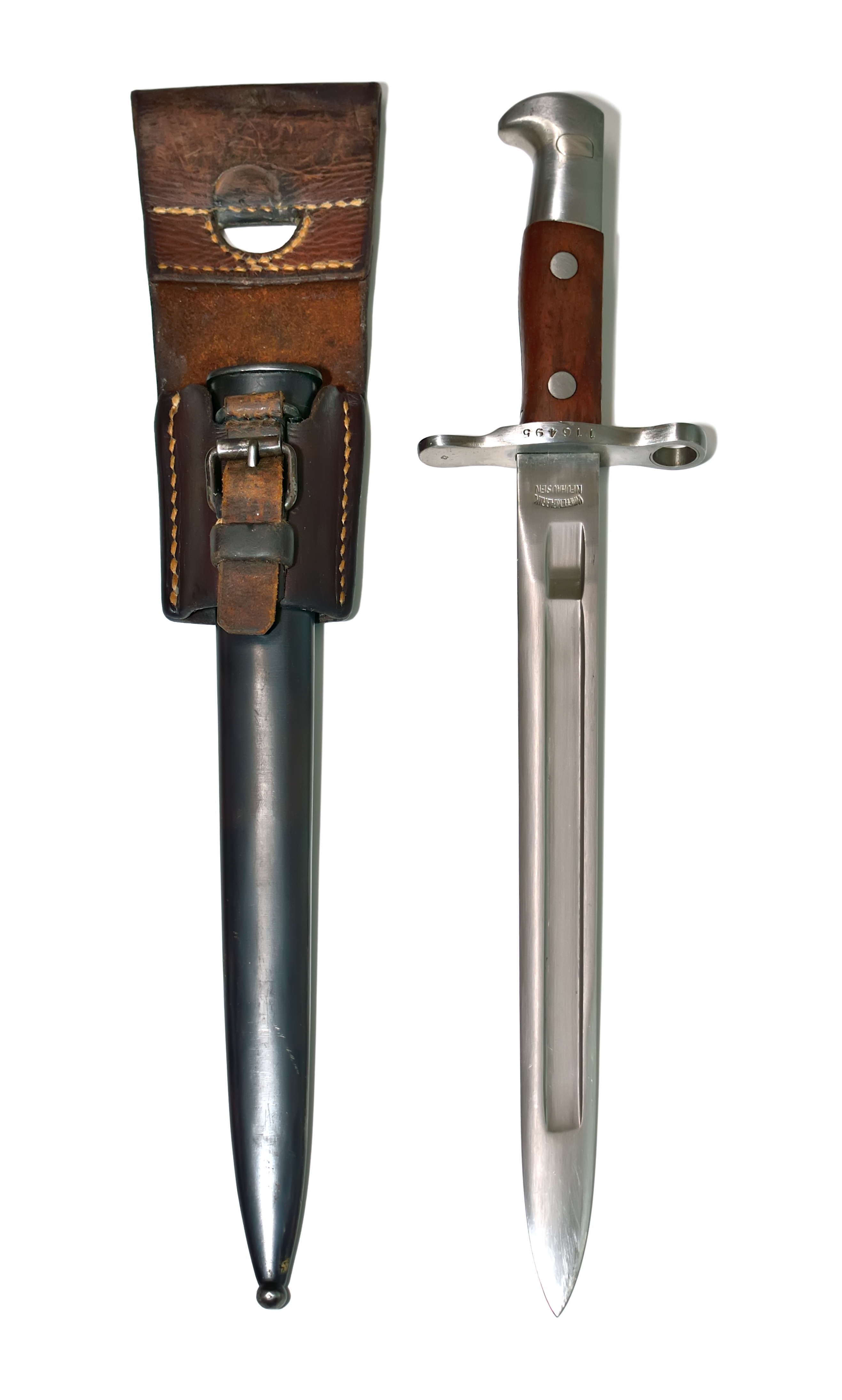
Baïonnette 1899

Selon le règlement, il s'écoule 1/100 de seconde entre le moment où la détente agit et celui où la broche de percussion frappe l'amorce et traverse 4/10 de seconde plus tard la cible à 300 mètres et arrive à 1000 mètres 1,3 seconde plus tard.
Dotation au combat
La dotation au combat en GP11 du soldat suisse était de 39 chargeurs de 6 cartouches. (234 cartouches)

1 dans le magasin.
8 dans les cartouchières.
18 dans la boîte à munition.
12 dans la bandoulière de guerre.

### Démontage de la culasse
Prendre la culasse dans la main gauche, placer l'ailette de la tige de percussion entre les deux rainures de l'écrou.

De la main gauche tourner la douille de fermeture vers la droite et simultanément, de la main droite, pousser et soulever le verrou.

Détendre le ressort de percussion en plaçant l'ailette de la tige de percussion dans la rainure de feu.

Enlever l'appareil de percussion du cylindre en le dévissant.

Séparer le cylindre de la douille de fermeture.

Détendre le ressort de percussion en plaçant l'ailette de la tige de percussion dans la rainure de feu, comprimer le ressort de percussion, enlever le percuteur, le ressort de percussion et la tige de percussion de l'écrou de fermeture.

Avec les deux pouces, enlever l'extracteur en le faisant pivoter vers la droite, si, cela est nécessaire, appuyer la partie gauche de la griffe sur une arête et frapper légèrement sur le cylindre pour libérer l'extracteur.

## Performances de l'arme

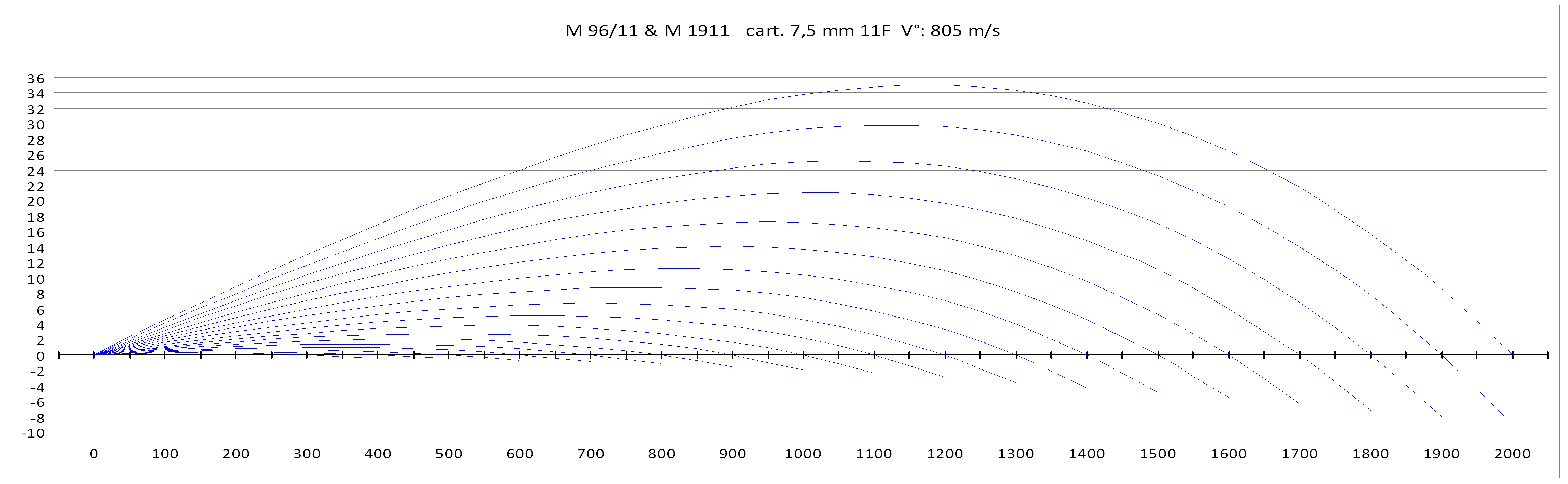
Graphique des ordonnées du M 1911 & 96/11

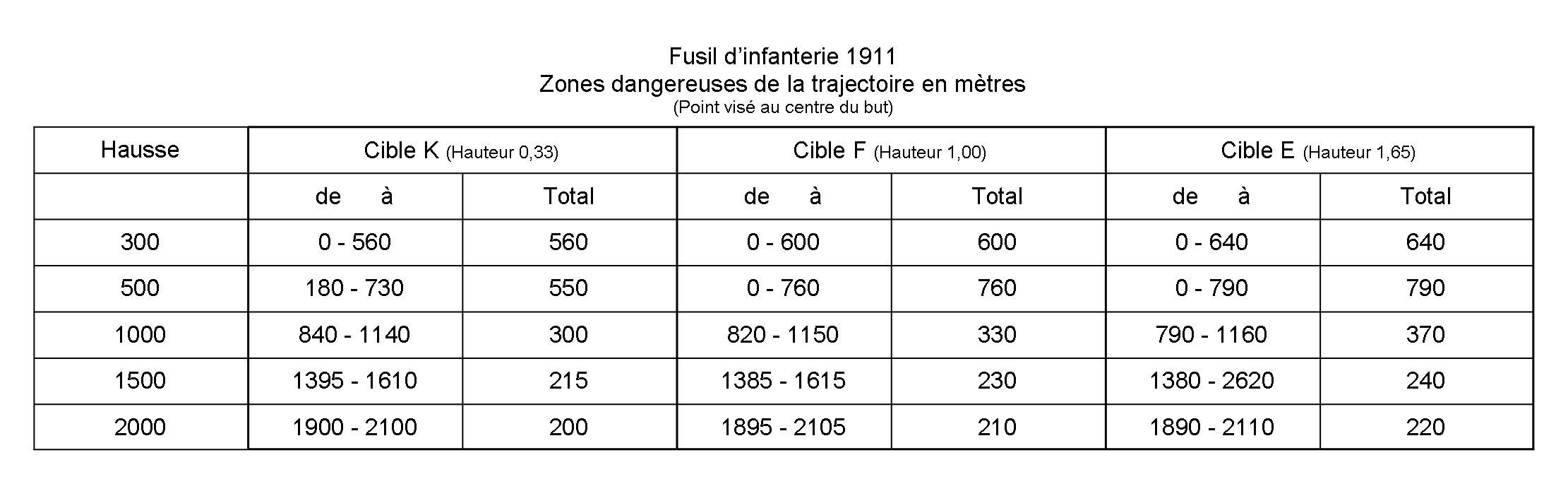
Zones dangereuses du M 1911 & 96/11

La zone dangereuse est la portion de la ligne de mire à l'intérieur de laquelle un but d'une hauteur donnée peut encore être touché avec la même hausse et le même point à viser. Plus la zone dangereuse est grande, plus il est probable que la trajectoire moyenne pourra être portée dans le but.
| Distance | 50 % des coups (un fusil) | 70 % des coups (feu d'une troupe) |
| -------- | ------------------------- | --------------------------------- |
| 300 m    | 0,10 x 0,08               | 1,35 x 530                        |
| 400 m    | 0,12 x 0,10               | 1,85 x 455                        |
| 500 m    | 0,14 x 0,12               | 2,35 x 420                        |
| 600 m    | 0,17 x 0,15               | 2,9 x 395                         |
| 700 m    | n/a                       | n/a                               |
| 800 m    | 0,24 x 0,21               | 4,1 x 330                         |
| 900 m    | n/a                       | n/a                               |
| 1000 m   | 0,34 x 0,28               | 5,5 x 275                         |
| 1200 m   | 0,48 x 0,35               | 7,3 x 235                         |
| 1500 m   | n/a                       | 10,6 x 210                        |
| 2000 m   | n/a                       | 19,0 x 205                        |

- NB: La dispersion moyenne est basée sur l'ancienne méthodologie du groupement des touchés.

La dispersion du 50 % est déterminée par le tir, elle est valable pour des tireurs moyens à bons et varie d'un tir à l'autre d'une manière importante.
Les données sont des valeurs moyennes obtenues à partir de nombreuses séries.
Dispersion également valable pour le fusil d'infanterie 96/11

## Galerie

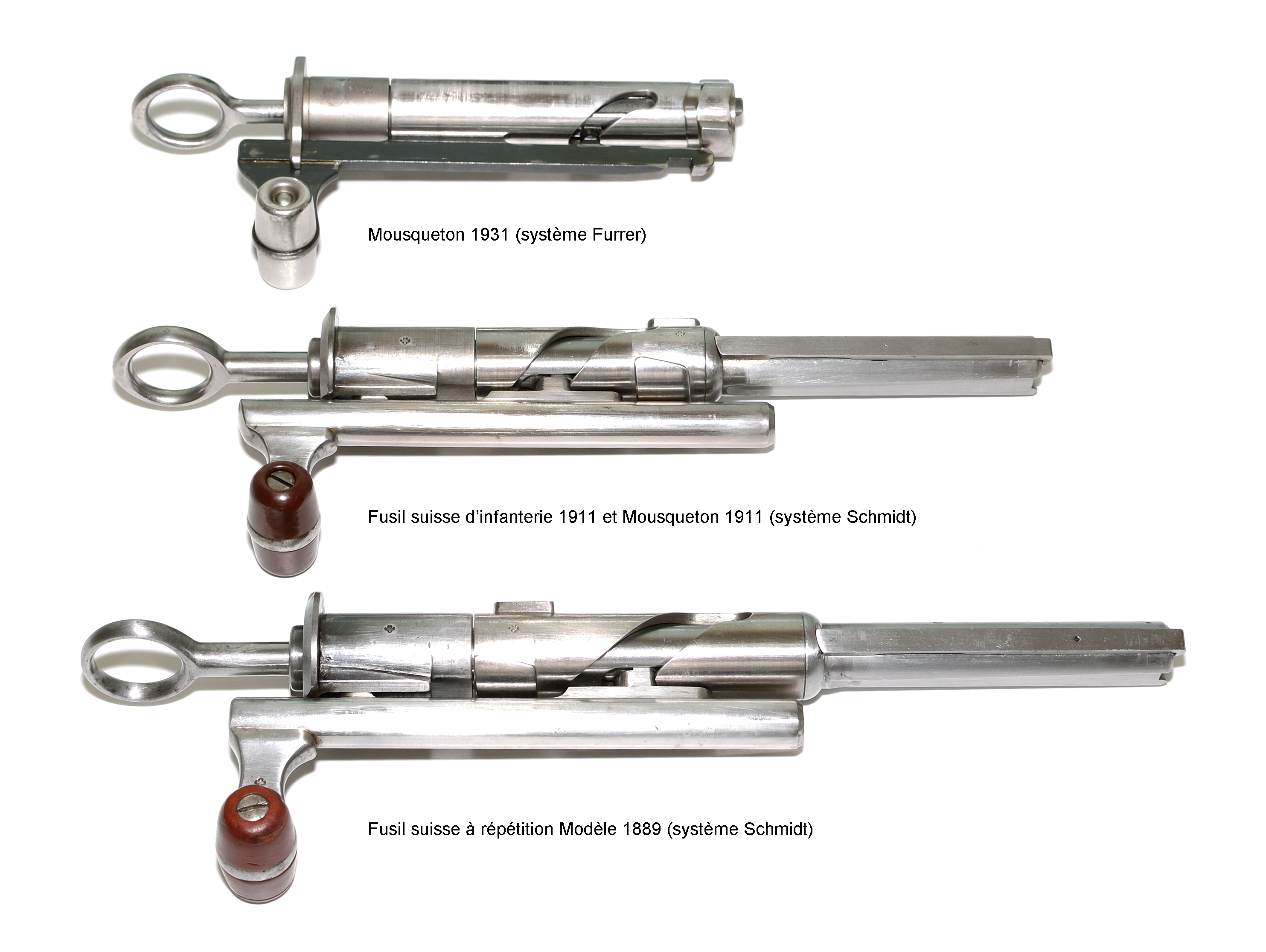
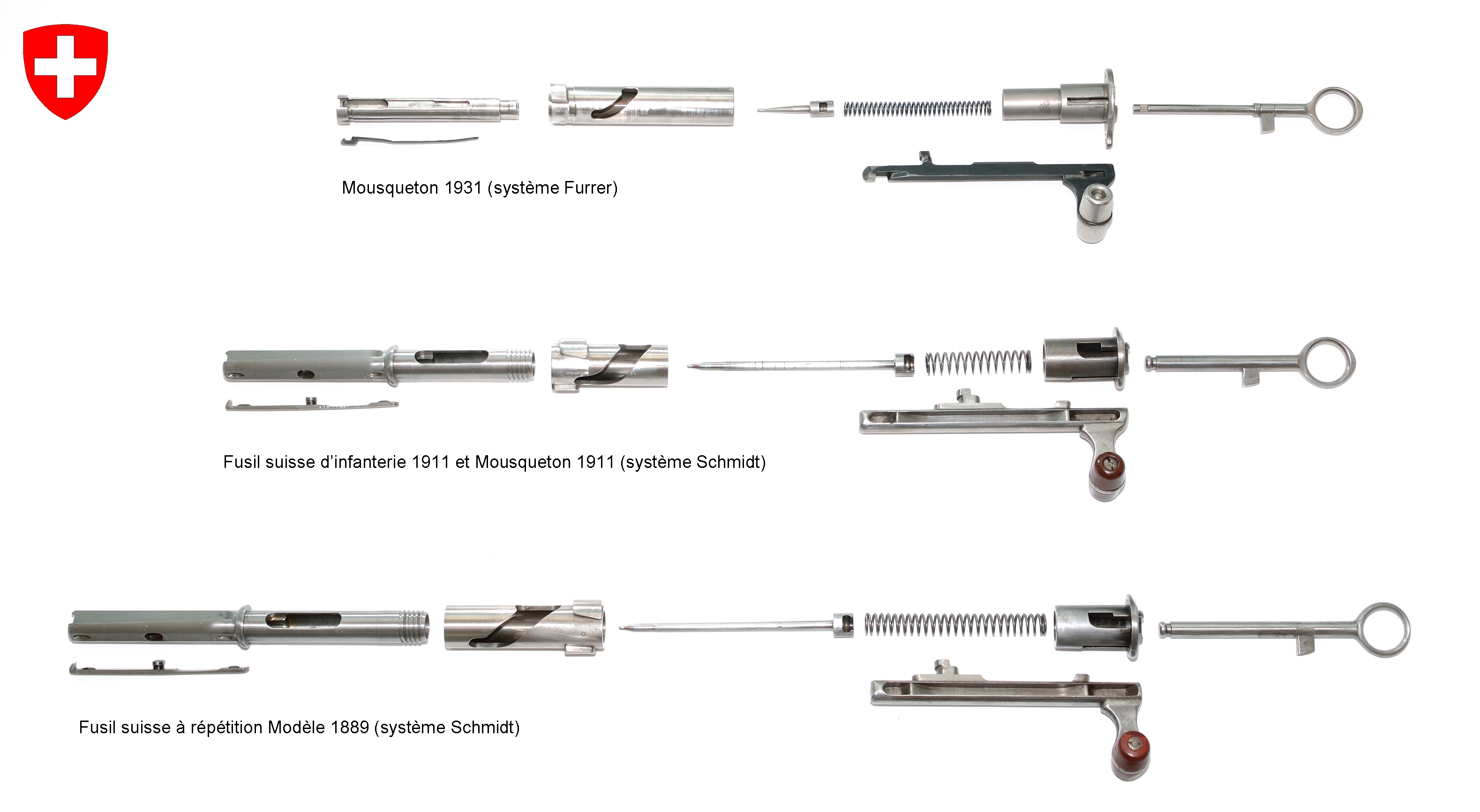
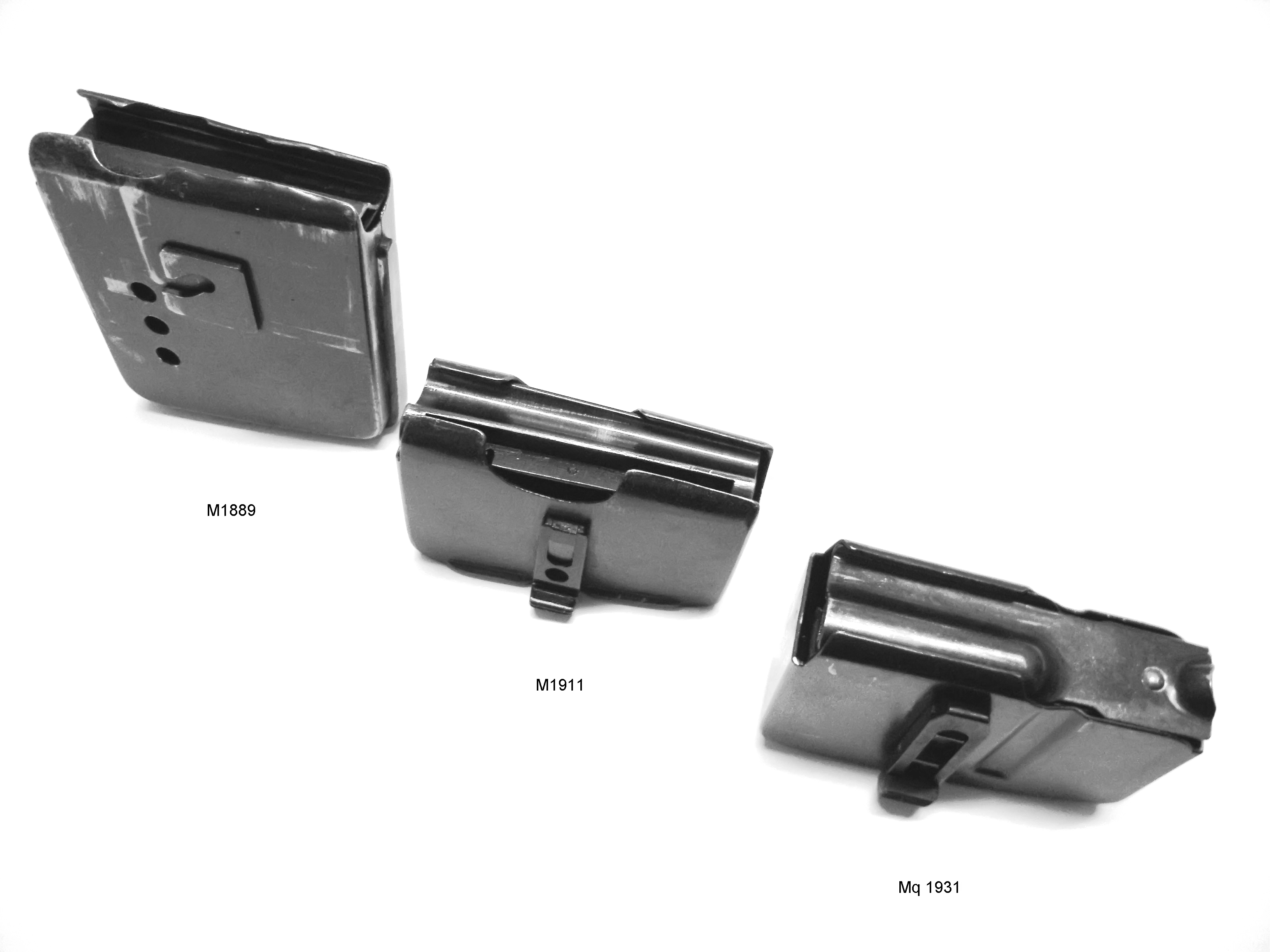
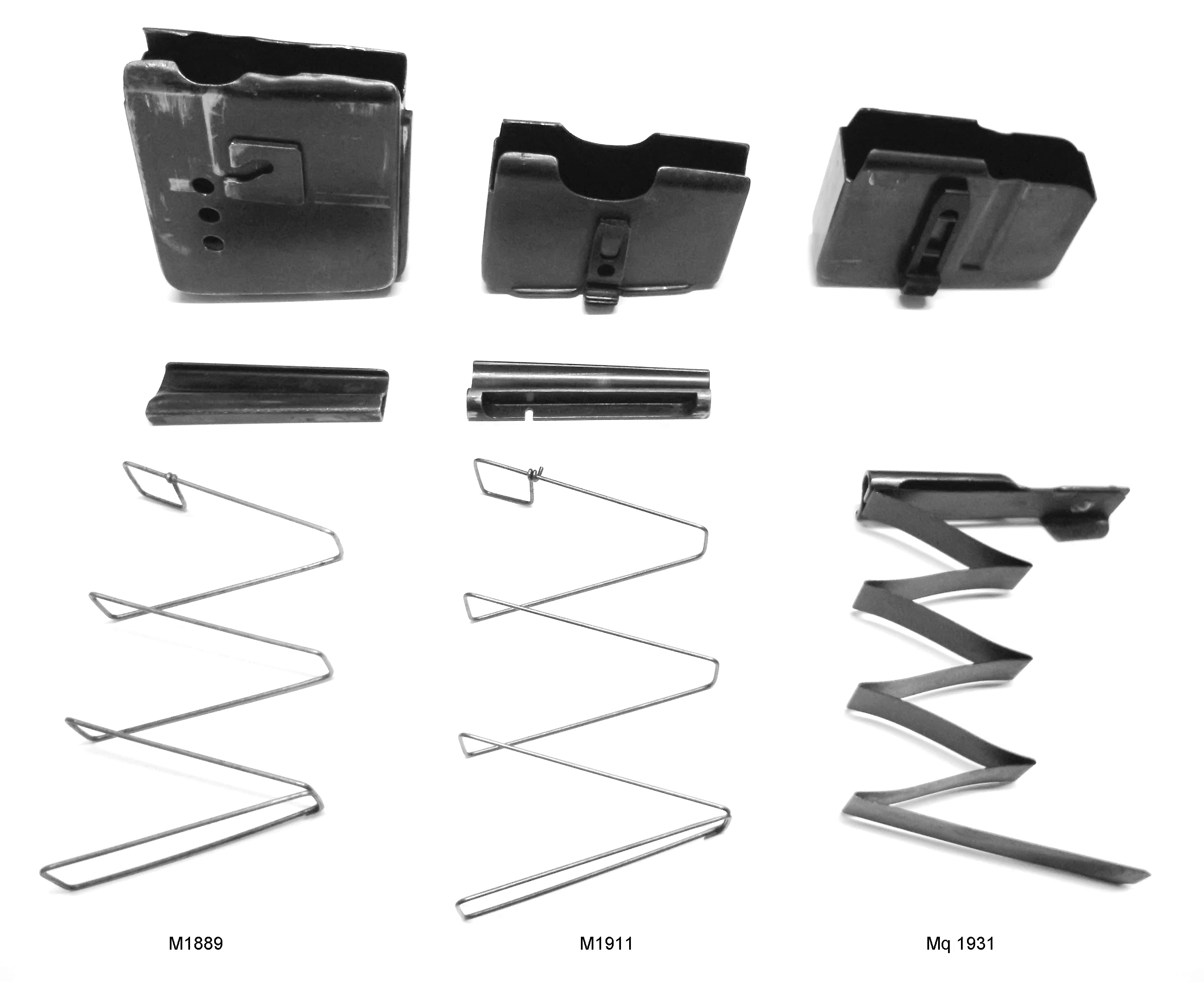